# Рошер, Альбрехт
Альбрехт Рошер (Albrecht Roscher) — немецкий путешественник по Африке, племянник экономиста Вильгельма Рошера. 

## Биография
С 1856 по 1858 год изучал естественные науки, восточные языки, географию и медицину в университете Лейпцига. В 1858 году с научными целями предпринял поездку в Африку, отправился из Занзибара в Килоа и оттуда к озеру Ниасса, вблизи которого был убит. В 1867 году был посмертно избран членом Баварской академии наук. Его путевые заметки утеряны. Написал: «Ptolomäus und die Handelsstrassen in Zentral Afrika» (Гота, 1857).

## Эпонимы
Орхидея Vanilla roscheri и пальма Roscheria melanochaetes.